# Hippolyte Piquet
Pour les articles homonymes, voir Piquet.
Hippolyte Piquet est un homme politique français né le 5 juin 1815 à Mortagne-au-Perche (Orne) et mort en octobre 1886.
Avocat, maire de Mortagne, il est député de l'Orne de 1848 à 1851, siégeant au centre, puis avec les monarchistes.
Il est inhumé au cimetière du Père-Lachaise (12e division).

## Sources
1. ↑  Amis et Passionnés du Père Lachaise (APPL), « PIQUET Hippolyte (1815-1886) », sur Cimetière du Père Lachaise – APPL, 18 février 2016 (consulté le 10 octobre 2024)

- « Hippolyte Piquet », dans Adolphe Robert et Gaston Cougny, Dictionnaire des parlementaires français, Edgar Bourloton, 1889-1891 [détail de l’édition]